# Boulogne-Billancourt
Boulogne-Billancourt je zahodno predmestje Pariza in občina v osrednji francoski regiji Île-de-France, podprefektura departmaja Hauts-de-Seine. Leta 2009 je imelo naselje 113.085 prebivalcev.
Boulogne-Billancourt je ena najgosteje naseljenih občin v Evropi. Skupaj z Neuilly-sur-Seine in Levallois-Perret naselje predstavlja eno najbogatejših predmestij Pariza.

## Administracija
Boulogne-Billancourt je sedež treh kantonov:
- Kanton Boulogne-Billancourt-Jug (del občine Boulogne-Billancourt: 47.420 prebivalcev),
- Kanton Boulogne-Billancourt-Severovzhod (del občine Boulogne-Billancourt: 29.499 prebivalcev),
- Kanton Boulogne-Billancourt-Severozahod (del občine Boulogne-Billancourt: 36.166 prebivalcev).

Naselje je prav tako sedež okrožja, v katerega so poleg njegovih vključeni še kantoni Chaville, Issy-les-Moulineaux-Vzhod/Zahod, Meudon, Saint-Cloud in Sèvres z 314.039 prebivalci.

## Zgodovina
Pred 14. stoletjem je bila Boulogne majhna vas, imenovana Menuls-lès-Saint-Cloud. V začetku 14. stoletja je francoski kralj Filip IV. naročil zgraditi cerkev posvečeno devici Mariji, zavetnici mesta Boulogne-sur-Mer, takrat znamenitega romarskega središča. Cerkev naj bi postala novo romarsko središče, bližje Parizu, imenovana Notre-Dame de Boulogne la Petite. Postopno je sam kraj prevzel ime Boulogne-la-Petite, kasnejši Boulogne-sur-Seine. Leta 1860 se je kraj združil s sosednjim industrijsko razvitim Billancourtom, v letu 1924 pa se je tudi uradno preimenoval v sedanji Boulogne-Billancourt.
Billancourt je bil prvikrat zapisan v letu 1150 kot Bullencort, tudi Bollencort.

## Zanimivosti
- cerkev Notre-Dame de Boulogne iz 14. stoletja, francoski zgodovinski spomenik,
- sinagoga arhitekta Emmanuela Pontremolija, zgodovinski spomenik,
- mestna hiša arhitekta Tonyja Garniera, od 1975 zgodovinski spomenik,
- knjižnica Marmottan,
- Center Paul Landowski z muzejem 30-ih let,
- muzej s parkom Albert Kahn.

## Pobratena mesta
- Anderlecht (Belgija),
- Berlin-Neukölln (Nemčija),
- Guang'an (Ljudska republika Kitajska),
- Hammersmith and Fulham, London (Združeno kraljestvo),
- Irving (Teksas, ZDA),
- Marino (Italija),
- Pančevo (Srbija),
- Ra’anana (Izrael),
- Sousse (Tunizija),
- Zaanstad (Nizozemska).